# Gwiazda Arktyki
Gwiazda Arktyki (ang. Arctic Star) – brytyjskie pamiątkowe odznaczenie wojskowe, ustanowione w 2012 roku, przyznawane za udział w II wojnie światowej w Arktyce, zaliczane do medali kampanii brytyjskich.

## Zasady nadawania
Gwiazda jest nadawana za służbę operacyjną, bez wyznaczonej minimalnej długości trwania, odbywaną pomiędzy 3 września 1939 a 8 maja 1945 roku, powyżej 66° 32’ szerokości geograficznej północnej. Gwiazda została ustanowiona przede wszystkim z myślą o uhonorowaniu załóg konwojów arktycznych do ZSRR, prowadzonych przez Royal Navy i brytyjską marynarkę handlową, jednakże żołnierze innych rodzajów sił zbrojnych oraz osoby cywilne również kwalifikują się do jej otrzymania.
Gwiazdę mogą otrzymać także marynarze i żołnierze sił sprzymierzonych, w tym marynarze Marynarki Wojennej RP, Marynarki Handlowej RP, a także żołnierze innych rodzajów Polskich Sił Zbrojnych na Zachodzie.
Gwiazdę ustanowiono w 2012 roku, 67 lat od ustanowienia pozostałych brytyjskich gwiazd kampanii za II wojnę światową. Pierwsze nadania tego odznaczenia miały miejsce w marcu 2013 roku.

## Opis
Sześcioramienna gwiazda z brązu o wysokości 44 mm i szerokości 38 mm. W centrum znajduje się okrągła tarcza z monogramem królewskim GRI VI i królewską koroną. W otoku napis: THE ARCTIC STAR.
Wstążka jest ciemnoniebieska z białym paskiem pośrodku, oblamowanym czarnymi prążkami i paskami czerwonymi, oraz z wąskimi jasnoniebieskimi paskami po brzegach.